# Dionisie M. Pippidi
Dionisie Mihail Pippidi (n. 17/30 decembrie 1905, Craiova – d. 19 iulie 1993, București) a fost un arheolog, epigrafist și istoric român, membru titular al Academiei Române. A fost șef de săpături pe șantierul de la Histria.
A fost bursier al Școlii române din Roma între anii 1931-1933. În 1964, Dionisie Pippidi a fost decorat cu Steaua Republicii Socialiste Române.

## Familia
Dionisie Pippidi s-a căsătorit, în 1943, cu Liliana Iorga, una dintre fiicele lui Nicolae Iorga. Fiul lor este istoricul Andrei Pippidi.

## Opera
A publicat numeroase cărți și studii privitoare la orașele grecești de pe litoralul Mării Negre. Printre acestea menționăm -Din istoria Dobrogei. Geți și greci la Dunărea de Jos din cele mai vechi timpuri pînă la cucerirea romană, în colaborare cu D. Berciu, București 1965, Contribuții la istoria veche a României, 1967, Studii de istorie a religiilor antice, București, 1969. De asemenea, a editat un corpus de inscripții -Inscriptiones Scythiae Minoris Graecae et Latinae (Inscripțiile din Scythia Minor  grecești și latine, București, 1983); primul volum al acestei serii reunește inscripțiile descoperite pe teritoriul orașului Histria, precum și pe cele din împrejurimile acestuia. A redactat studiul introductiv și comentariile la o ediție a Iliadei, (traducerea George Murnu), apărută la Editura de Stat pentru Literatură și Artă în 1957. Deși cercetările au avansat de la momentul publicării acestor volume, contribuțiile sale rămîn semnificative pentru acest domeniu de studiu.

## Distincții
- Ordinul Muncii clasa a II-a (31 decembrie 1956) „cu prilejul împlinirii a 90 de ani de la înființarea Societății Academice Romîne, pentru merite deosebite in muncă”[10]
- Ordinul „Steaua Republicii Populare Romîne” clasa a III-a (10 august 1964) „pentru merite deosebite în opera de construire a socialismului, cu prilejul celei de a XX-a aniversări a eliberării patriei”[11]
- Ordinul Muncii clasa a II-a (13 octombrie 1964) „cu prilejul aniversarii a 100 de ani de la înființarea Universității din București, pentru activitate îndelungată, contribuție în dezvoltarea științei și merite deosebite în dezvoltarea învățămîntului superior”[12]